# Joannes Theodorus Keunen
Joannes Theodorus Keunen (Dommelen, 1 augustus 1789 - Mierlo, 20 februari 1863) was een Nederlands burgemeester uit het geslacht Keunen.
Keunen werd geboren als zoon van de Mierlose brouwer Antonij Keunen en diens echtgenote Joanna Adriana Beels. Net als zijn twee broers Antonius (1793-1870) en Felix (1799-1882) was hij bierbrouwer en azijnbrouwer te Mierlo. Hij vervulde daarnaast de functies van burgemeester van Mierlo tussen 1841 en 1863 en de functie van ambtenaar van de burgerlijke stand, een functie die met die van burgemeester verenigd was in deze gemeente.
Keunen bleef ongehuwd en kinderloos. Hij woonde op Huize Karelstein. In het dorp Mierlo is de Burgemeester Keunenstraat naar hem genoemd.